# Nassella pubiflora
Nassella pubiflora är en gräsart som först beskrevs av Carl Bernhard von Trinius och Franz Josef Ivanovich Ruprecht, och fick sitt nu gällande namn av Étienne-Émile Desvaux. Nassella pubiflora ingår i släktet nassellor, och familjen gräs. Inga underarter finns listade i Catalogue of Life.